# Abilio de la Cruz
Abilio Ramos y Ramos (Resoba, 22 de febrero de 1917-Manzanares, 23 de julio de 1936), más conocido por su nombre religioso Abilio de la Cruz, fue un religioso pasionista español, fusilado en 1936 en tiempos de la persecución religiosa que estalló en España, durante la guerra civil. Es venerado como beato y mártir en la Iglesia católica.

## Biografía
Abilio Ramos y Ramos ingresó a la Congregación de la Pasión, en el convento de Zaragoza, en 1931. Hizo su noviciado Corella (Navarra) en 1931 y profesó sus primeros votos el 23 de octubre de 1935, tomando el nombre de Abilio de la Cruz. Fue fusilado el 23 de julio de 1936, en Manzanares, por milicianos del bando republicano, en el contexto de persecución religiosa que se desató durante la Guerra Civil de España, junto a otros cinco compañeros pasionistas Nicéforo de Jesús y María, Epifanio de San Miguel, José de los Sagrados Corazones, Zacarías del Santísimo Sacramento y Fulgencio del Corazón de María.

## Culto
En 1942, los restos de Abilio de la Cruz y sus cinco compañeros pasionistas fueron exhumados, llevados a Daimiel e introducidos en la cripta de la iglesia de los pasionistas. Estos religiosos fueron beatificados por el papa Juan Pablo II el 1 de octubre de 1989, incluidos en el grupo de 26 mártires pasionistas de España del siglo XX, en una ceremonia llevada a cabo en la Plaza de San Pedro de la Ciudad del Vaticano. 
La fiesta de todos los mártires del siglo XX de España se celebra el 6 de noviembre. El Martirologio romano recoge la memoria de Abilio el 23 de julio y sus reliquias se veneran en el Santuario del Cristo de la Luz de Daimiel, Ciudad Real. En el Santuario de Santa Gema Galgani de Barcelona se le ha dedicado un altar a estos veintiséis mártires de Daimiel.